# Sekundärton
Sekundärtone (lat. secundus, der zweite) sind Tonarten, die meist farbig und viel plastischer als Kaolin sind. Sie wurden vom Ort ihrer Entstehung durch Wasserläufe hinweggeschwemmt oder vom Meer oder Eis abgetragen. Während des Transports nahmen diese Tone allerlei Verunreinigungen und färbende Oxide wie Eisenoxide und Mangandioxid auf. Je länger die Tone in Bewegung waren, umso feiner wurden ihre Kristallstrukturen, und umso bildsamer wurden sie, bis sie sich wieder ablagerten (Sedimentation auf sekundärer Lagerstätte). Man nennt sekundäre Tone auch sedimentierte Tone. So bildeten sich Tonlager, aus denen heutzutage die Tone in Tongruben abgebaut werden.
Sekundärtone dienen unter anderem als Steinzeugton, Schieferton, feuerfester Ton oder Irdenware (Töpfertone).

## Steinzeugtone
Hierbei handelt es sich oft um eine Mischung von fetten und mageren Tonen, Sand, Schamotte und farbigen Tonen. Sie werden speziell für die beabsichtigte Verwendung gemischt, müssen plastisch sein und ein breites Verarbeitungsspektrum aufweisen. Während des Brennens bildet Steinzeug einen dichten Scherben und nimmt nur 2 % Wasser auf.
Steinzeug bildet mit der Glasur eine gute Zwischenschicht (Pufferschicht), dies fördert eine höhere mechanische Festigkeit.
Verwendet wird Steinzeug zum Drehen, selten als Gießmassen, zur Herstellung von Baukeramik, Sinterware, kochfester und salzglasierter Ware und vielen anderen Zwecken. Ihre Brenntemperatur beträgt 1.150–1.300 °C.